# Балабанов Олексій Октябринович
Олексі́й Октябри́нович Балаба́нов (рос. Алексей Октябринович Балабанов, 25 лютого 1959, Свердловськ — 18 травня 2013, Санкт-Петербург) — російський кінорежисер, сценарист та актор.

## Біографія
Народився 25 лютого 1959 року у Свердловську. Батько — Октябрин Сергійович (1930—2009), журналіст, кіносценарист, головний редактор науково-популярних фільмів Свердловської кіностудії. Мати — Інга Олександрівна, доктор медичних наук, професор, директор Свердловського НДІ курортології та фізіотерапії.
1981 року закінчив перекладацький факультет педагогічного університету ім. Горького.
У 1981–1983 роках пройшов службу в радянській армії (військово-транспортна авіація).
Працював асистентом режисера на Свердловській кіностудії. 1990 року закінчив режисерське відділення Вищих курсів режисерів та сценаристів.
З 1990-го року жив та працював у Санкт-Петербурзі.
З 1992-го року був співзасновником телекомпанії «СТВ», на якій зняв більшість своїх стрічок.
Був одружений із Надією Васільєвою — художницею костюмів. Мав двох синів (старший від першого шлюбу, а молодший — від другого).

## Смерть
Після трагедії, що трапилася в 2002 році, Олексій Балабанов дуже сильно переживав через смерть Сергія Бодрова-молодшого, якого вважав близьким другом, і загибель цілої команди рідних людей з його знімальної групи. Після того, що сталося, він сказав, що життя скінчилося. У день, коли групу Бодрова накрило лавиною, Балабанов повинен був бути присутнім на зйомках, але в останній момент щось завадило йому поїхати. Балабанов вважав, що загинув разом із групою Бодрова. Особливо важко було йому останні п'ять років життя.
18 травня 2013 року, близько 16 години, працюючи над черговим сценарієм у санаторії «Дюни» у місті Сестрорецьку (Курортний район Петербурга), Олексій Балабанов помер на 55-му році життя від гострої серцевої недостатності на тлі важкого хронічного захворювання. Громадянська панахида на «Ленфільмі» за волею режисера не проводилася. Відспівування пройшло 21 травня у Князь-Володимирському соборі, похорон відбувся того ж дня на Смоленському цвинтарі в Санкт-Петербурзі.

## Фільмографія
- 1987 — Раніше був інший час (режисер)
- 1987 — У мене немає друга (режисер)
- 1989 — Настя і Єгор (режисер)
- 1990 — Про повітряні польоти в Росії (режисер)
- 1991 — Щасливі дні (режисер, сценарист)
- 1991 — Прикордонний конфлікт (сценарист)
- 1994 — Замок (режисер, сценарист)
- 1994 — Одкровення незнайомцю (Confidences a un inconnu) (продюсер)
- 1995 — Трофим (Трофимъ) (режисер, сценарист, актор)
- 1995 — Сергій Ейзенштайн. Автобіографія (продюсер)
- 1997 — Брат (режисер, сценарист)
- 1998 — Про виродків і людей (режисер, сценарист)
- 2000 — Брат-2 (режисер, сценарист)
- 2002 — Війна (режисер, сценарист)
- 2002 — Ріка (режисер, сценарист)
- 2005 — Жмурки (режисер, сценарист)
- 2006 — Мені не боляче (режисер, сценарист)
- 2007 — Вантаж 200 (режисер, сценарист)
- 2008 — Морфій (режисер)
- 2010 — Кочегар (режисер, сценарист)
- 2012 — Я теж хочу (режисер, сценарист)

## Нагороди
- 1991 — кінофестиваль в Заречному, Приз «Мрії Парижу» (Щасливі дні)
- 1991 — кінофестиваль в Заречному, Приз журі критиків «За створення цілісного кінематографічного світу і безкомпромісне слідування початковому авторському вибору» (Щасливі дні)
- 1992 — кінофестиваль «Дебют» в Москві, Приз за найкращий п/м фільм (Щасливі дні)
- 1994 — ОРКФ «Кінотавр» у Сочі, Приз журі кіноклубів (Замок)
- 1995 — конкурс професійних премій к/с «Ленфільм» і Ленінградського відділення СК, Премія ім. Г. Козинцева (Замок)
- 1995 — кінофестиваль молодого кіно «Кінофорум», Приз «Золотий цвях» в номінації «Кіноманіфест» (Замок)
- 1995 — ОРКФ «Кінотавр» в Сочі, Приз FIPRESCI (Трофим (Кіноальманах «Прибуття потяга»))
- 1995 — ОРКФ «Кінотавр» в Сочі, Приз Гільдії кінознавців і кінокритиків (Трофим (Кіноальманах «Прибуття потяга»))
- 1995 — Приз кінопреси, За найкращий фільм року (Прибуття потяга (кіноальманах))
- 1995 — РКФ «Література й кіно» в Гатчині, Спеціальний приз журі «За визначні вирішення складної творчої задачі, що відповідає духу і стилю літературного твору» (Замок)
- 1996 — МКФ «Послання до людини», Приз «Кентавр» (Трофим (Кіноальманах «Прибуття потяга»))
- 1997 — МКФ «Лістапад» в Мінську, Гран-прі «Золото „Лістапада“» (Брат)
- 1997 — МКФ в Каннах, Участь в програмі «Особливий погляд» (Брат)
- 1997 — МКФ в Трієсті, Гран-прі «Золотаі медаль» (Брат)
- 1997 — МКФ східноєвропейського кіно в Коттбусі, Спеціальний приз журі, Приз FIPRESCI (Брат)
- 1997 — МКФ молодого кіно в Турині, Спеціальний приз журі, Приз FIPRESCI (Брат)
- 1997 — ОРКФ «Кінотавр» в Сочі, Гран-прі (Брат)
- 1998 — МКФ «Фестиваль фестивалів», Гран-прі (Про виродків і людей)
- 1998 — ОРКФ «Кінотавр» в Сочі, Спеціальний приз журі «За режисерський професіоналізм і цілісне стильове рішення» (Про виродків і людей)
- 1998 — Премія «Золотий Овен», Гран-прі (Про виродків і людей)
- 1998 — Премія «Ніка», За найкращий ігровий фільм (Про виродків і людей)
- 1998 — Премія «Ніка», За найкращу режисуру (Про виродків і людей)
- 2002 — ОРКФ «Кінотавр» в Сочі, Головний приз «Золота троянда» (Війна)
- 2003 — МКФ «Pacific meridian» у Владивостоку, Спеціальний приз журі пам'яті Юла Бриннера (Ріка)
- 2007 — МФ фільмів про права людини «Сталкер» у Москві, Приз за драматургію ім. В. Фріда (Вантаж 200)
- 2007 — ОРКФ «Кінотавр» у Сочі, Приз Гільдії кінознавців і кінокритиків (Вантаж 200)
- 2007 — Премія «Білий Слон» Гільдії кінознавців і кінокритиків Росії, За найкращий фільм (Вантаж 200)
- 2009 — МКФ в Роттердамі, Участь в програмі «Спектр» (Морфій)
- 2009 — Премія «Білий Слон» Гільдії кінознавців і кінокритиків Росії, За найкращу режисуру (Морфій)
- 2009 — Фестиваль російських фільмів «Супутник над Польщею» у Варшаві, Участь в програмі «Найкращі фільми „Кінотавру“» (Брат)
- 2009 — Фестиваль російських фільмів «Супутник над Польщею» у Варшаві, Участь в програмі «Найкращі фільми „Кінотавру“» (Війна)
- 2009 — Фестиваль російських фільмів «Супутник над Польщею» у Варшаві, Участь в програмі «Нове кіно» (Вантаж 200)
- 2009 — Фестиваль російських фільмів «Супутник над Польщею» у Варшаві, Участь в Основному конкурсі (Морфій)